# 抗藥性
抗藥性又稱耐藥性，是指微生物、寄生虫及肿瘤细胞等对于药物作用的抵抗性或耐受性，此时药物治疗疾病或改善病人症状的效力降低。
例如當投入药物濃度不足，不能杀死或抑制病原體时，殘留的病原體就可能具有抵抗此種藥物的能力。細菌常因抗生素產生的活性氧誘發DNA突變而造成抗藥性，這種現象被稱為超突变性（hypermutability）。
抗药性一词等于药物剂量失败或药物抵抗。抗药性多指由病原体引起的疾病，而抗藥性則亦指因長期服藥，造成相同劑量卻不如當初有效的情況。抗药性产生亦可能是抗生素的滥用，或未按处方服药。

## 病原
以下病原對藥物產生抗藥性的機率較高：
- 细菌
- 寄生虫
- 病毒
- 真菌
- 癌细胞

當中尤以抗生素耐药性最為突出。一些肿瘤细胞也會對抗腫瘤藥物產生抗藥性，減低化疗功效。病毒，尤其是引起艾滋病的人類免疫缺乏病毒，也會對藥物產生抗藥性。当使用某一種药物，去對付某一種易發生基因突變的生物時，該生物便有可能產生基因突變，而對藥物產生抗藥性，並會把抗藥性基因遺傳給其後代，從而令新的生物个体有耐药性。
突變機率愈高的物種，發生抗藥性的機會也愈高，而哺乳類等突變機率較低的物種，則較少產生抗藥性，如老鼠一般不會對老鼠藥產生抗藥性。

## 不同類型抗藥性

### 藥物效應動力抗藥
通常藥效減少是因為太多物質與配體結合，導致配體敏感性下降（Desensitization）。或者因為調升與調降機制，減少了配體的數量。

### 藥物代謝動力抗藥
藥物或令到體內的酶加速，加快了新陳代謝而藥效減少。

### 行為抗藥
環境也可影響藥效。經常在某一環境，透過習慣化或方式會令身體會適應該藥物。例如嗎啡使用者若經常在同一舊房間會出現高熱反應，但當他們轉了環境，體温卻保持穩定。這也解釋一些高風險藥物使用在新環境的時條有可能發生藥物過量而致命。

## 机制
细菌对抗生素（包括抗菌药物）的抗藥性主要有4种机制：
1. 使药物分解或失去活性：细菌产生一种或多种水解酶或钝化酶来水解或修饰进入细菌内的抗生素使之失去生物活性。例如细菌产生的β-内酰胺酶能分解β-內醯胺類抗生素的β-内酰胺环；细菌产生的钝化酶（磷酸转移酶、核酸转移酶、乙酰转移酶）使氨基糖苷类抗生素失去抗菌活性。
2. 使药物作用的靶点发生改变：由于细菌自身发生突变或细菌产生某种酶的修饰使药物的作用靶点（如核酸或核蛋白）的结构发生变化，使抗菌药物无法或不易发挥作用。如耐甲氧西林的金黄色葡萄球菌是通过对青霉素的蛋白结合部位进行修饰，使细菌对药物不敏感所致。
3. 改变细胞特性：改变细菌细胞膜渗透性或其它特性，使抗菌药物无法进入细胞内。
4. 将药物泵出细胞[9]：细菌产生药泵（英语：efflux pump），以主动运输的方式将进入细胞内的药物泵出至胞外。

## 参看
- 自然选择
- 选择压力
- 噬菌體（可以用來對付具抗藥性細菌）
- 多重抗藥性（英语：Multiple drug resistance）